# Cámarabilbao University Business School
Cámarabilbao University Business School (anteriormente Escuela Universitaria de la Cámara de Comercio de Bilbao), es un centro universitario oficial perteneciente a la Cámara de Comercio de Bilbao y adscrito a la Universidad del País Vasco.

## Historia
Los orígenes del centro se remontan a 1990, cuando la Cámara de Comercio de Bilbao puso en marcha, en sus instalaciones de Alameda de Recalde de Bilbao, el proyecto denominado Escuela Superior de Marketing, con el objetivo de satisfacer la demanda de un perfil profesional que las empresas precisaban y que la oferta universitaria tradicional no cubría: expertos en análisis y desarrollo de mercados.
Ya entonces el planteamiento era el de tres años en aula, con una formación a nivel universitaria, esencialmente práctica e integrando materias complementarias como los idiomas extranjeros o la informática, más un periodo de prácticas en una empresa que sirviera para acercar más aún al joven a la realidad profesional.
En 1992, el centro se trasladó a unos locales alquilados a la Compañía de Jesús en la calle Padre Lojendio, también en el centro de Bilbao.
La primera promoción se graduó a finales de 1994, con un grado de integración en el mercado laboral que superó las expectativas más optimistas.
Dado el éxito alcanzado, se pusieron posteriormente en marcha otros dos proyectos con idéntico objetivo y esquema, aunque en perfiles profesionales diferentes: la Escuela Superior de Comercio Internacional (1994) y la Escuela Superior de Ingeniería Técnica en Organización y Economía Industrial, esta última en colaboración con la Escuela de Ingeniería de Bilbao (Universidad del País Vasco).
Adscripción a la UPV/EHU
Paralelamente la Cámara inició contactos con la Universidad del País Vasco con el fin de oficializar los estudios, que culminaron en el verano de 1998 con la designación como centro adscrito a dicha Universidad.
A partir de este hito se unificaron las tres Escuelas existentes en una única, denominada Escuela Universitaria de Estudios Empresariales de la Cámara de Comercio, Industria y Navegación de Bilbao, adoptándose como denominación comercial la más breve Escuela Universitaria de la Cámara de Comercio de Bilbao.
Nuevas instalaciones
En septiembre de 2003, se inauguraron las nuevas instalaciones de formación de la Cámara de Comercio, en la confluencia de las calles Alameda de Recalde y Licenciado Poza, donde se ubica también la Escuela Universitaria, precisamente en el mismo edificio donde inició su andadura este proyecto. 
El Espacio Europeo de Educación Superior
Con la creación del Espacio Europeo de Educación Superior (EEES), más conocido con Proceso de Bolonia, la Escuela diseñó, ya bajo sus propios criterios, el Grado en Gestión y Marketing Empresarial, en el que volcó su vocación y su experiencia.
El nuevo plan de estudios se puso en marcha en septiembre de 2010 y recibió una actualización de sus contenidos en 2018. Desde entonces, los estudiantes de tercer y cuarto curso tienen la posibilidad de especializarse en dos campos, Marketing y Comunicación Empresarial o Marketing e Internacionalización. Por otro lado, la Universidad permite que el último año del grado los estudiantes interesados puedan realizar el Programa Erasmus+, siendo la duración del programa de un curso completo. Aunque cada cierto tiempo el centro va incorporando nuevos destinos, actualmente ofrece a sus alumnos acudir a universidades de distintas ciudades de Alemania, Bélgica, Finlandia, Francia, Gran Bretaña, Irlanda y Países Bajos.

## Título Propio
El centro, teniendo presente la importancia de los contenidos no impartidos por la mayoría de centros universitarios, ha diseñado el título propio Language & Digital Skills donde aglutina asignaturas de idiomas (inglés y francés o alemán) y otras especializadas en potenciar las habilidades digitales de los alumnos. Así pues, durante los 4 años del grado los estudiantes reciben semanalmente clases de inglés y francés o alemán, con contenidos enfocados al ámbito empresarial. La importancia que se le otorga a los idiomas no termina ahí, puesto que varias asignaturas se imparten íntegramente en inglés. 

## Instalaciones
Los estudiantes de esta Universidad, pueden hacer uso de los siguientes servicios:
- 1 sala informática con 49 ordenadores.
- 10 salas de reuniones, 8 de ellas con equipamiento informático.
- 1 biblioteca – sala de estudio con capacidad para 80 personas.
- 1 salón de actos con capacidad para 100 personas.
- 1 área de descanso con máquinas de café y vending.